# Львовский физико-математический лицей
Львовский физико-математический лицей (укр. Львівський фізико-математичний ліцей) — учреждение среднего образования во Львове, ориентированное на обучение детей старшего школьного возраста с углублённым изучением физико-математических и химико-биологических дисциплин и подготовку будущих студентов для Львовского университета. С 2006 года введена также спецподготовка по географическому и экономическому профилю. Полное наименование — Львовский физико-математический лицей при Львовском национальном университете имени Ивана Франко.

## История
Учебное заведение основано в 1991 году.
До 1991 года здание, в котором разместился лицей, принадлежало Львовской средней школе-интернату № 7, где обучались дети-сироты и дети, оставшиеся без попечения родителей.
Инициаторами создания Львовского физико-математического лицея были Западный научный центр (в лице академика Подстригача), Львовский национальный университет, учителя были отобраны на конкурсной основе, в том числе приглашены совместители из университета.

## Учебный процесс
В лицей отбирают на конкурсной основе учащихся после 7 или 8 класса по двум специальностям — физико-математической или химико-биологической. Конкурс составляет от двух и более претендентов на каждое место. Помимо львовян, в лицей принимают детей из соседних областей, для которых открыто общежитие на 120 мест.
В 2011 году центральная украинская газета «Сегодня» сообщила, что по итогам тестирования два из трёх лучших учеников выпускных классов страны (набравших максимально возможные баллы по всем тестируемым предметам) представляют Львовский физико-математический лицей.
Более 50 выпускников лицея имеют ученую степень кандидата наук.

## Руководство
Первым директором лицея был Павел Кузьмич Хобзей (1991—1993), с 1993 года лицей возглавляет Марьян Станиславович Добосевич.

## Преподаватели
Среди преподавателей лицея по физико-математической направленности работают заслуженные учителя Украины Алексейчук Владимир Иванович, Бида Дарья Дмитриевна, Кузык Раиса Григорьевна,
Добосевич Марьян Станиславович, Семчишин Богдана Степановна, доктор физико-математических наук Стодилка Мирослав Иванович, кандидаты физико-математических наук Гальчинский Александр Владимирович, Ключковский Юрий Богданович, Костив Оксана Васильевна, Черняховский Владимир Викторович. Среди преподавателей химико-биологического направления — Муращук Михаил Михайлович (заслуженный учитель Украины, кавалер ордена «За заслуги» III степени), Муращук Лариса Александровна (заслуженный учитель Украины, кавалер ордена княгини Ольги III степени), Ляхович Михаил Бориславович (кандидат химических наук), Олексин Лилия Тадеевна (заслуженный учитель Украины, ежегодно готовящая победителей международных олимпиад). В период с 1991 по 1999 году преподавателем физического воспитания в лицее был заслуженный мастер спорта СССР Владимир Царь[уточнить].

## Олимпиады и турниры
На протяжении 15 лет работы лицея было подготовлено 18 участников и 14 призёров международных олимпиад, 284 призёра Всеукраинских олимпиад, 793 призёра по математике, физике, биологии, химии, информатике, иностранному языку, правоведению, экологии, географии, экономике на областных олимпиадах.
Из 300—400 учеников лицея 100—200 каждый год становится победителями олимпиад разного уровня, а также турнирах и конкурсах, организуемых Малой академией наук Украины.

## В культуре
Выпускник лицея, известный украинский писатель Любко Дереш, посвятил лицейской жизни свой первый роман«Культ». Прототипом учебного заведения, изображенного в нем был ЛФМЛ — в произведении показаны некоторые его особенности.